# Iglesia de Atalaia
La iglesia de Atalaia (en portugués: igreja da Atalaia) es un templo situado en Atalaia, en el distrito de Santarém (Portugal). Su arquitectura es manuelina. Fue mandada construir por el conde de Cantanhede en 1528. Es monumento nacional desde 1926.